# Equivalente dosis
De equivalente dosis (HT) is een maat voor de dosis aan straling die een weefsel ontvangt. Hierbij is een poging gedaan om te corrigeren voor de verschillende biologische effecten van de verschillende soorten ioniserende straling. De equivalente dosis is daarom een minder fundamentele grootheid dan de geabsorbeerde dosis, maar is biologisch gezien relevanter.
De equivalente dosis wordt uitgedrukt in sievert. Een andere eenheid, Röntgen equivalent man (rem), wordt in de VS nog veel gebruikt. 

## Berekeningswijze
De equivalente dosis wordt voor een weefsel gevonden door de geabsorbeerde dosis te vermenigvuldigen met een stralingsweegfactor, die afhangt van het soort straling. 
De waarde van de stralingsweegfactor wR is gelijk aan 1 voor röntgenstraling, gammastraling en bètastraling, maar is hoger voor protonen, neutronen, alfadeeltjes etc.
{\displaystyle H_{T,R}=w_{R}\cdot D_{T,R}\,}
Hierin is 
HT,R = equivalente dosis voor weefsel T ten gevolge van straling R
DT,R = geabsorbeerde dosis D (in grays) door weefsel T ten gevolge van straling R
De totale equivalente dosis voor een weefsel T wordt nu gevonden door de equivalente doses voor alle stralingssoorten bij elkaar te tellen:
{\displaystyle H_{T}=\sum _{R}w_{R}\cdot D_{T,R}\,}